# Большое Шимоново
Большое Шимоново — деревня в Александровском районе Владимирской области России, входит в состав Каринского сельского поселения.

## География
Деревня расположена на берегу реки Малый Киржач в 20 км на юго-восток от центра поселения села Большое Каринское и 13 км на юго-восток от города Александрова.

## История
В XIX — начале XX века деревня входила в состав Александровской волости Александровского уезда. В 1859 году в деревне числилось 16 дворов, в 1905 году — 18 дворов, в 1926 году — 19 дворов.
С 1929 года деревня входила в состав Федоровского сельсовета Александровского района, с 1940 года — в составе Романовского сельсовета, с 1948 года — в составе пригородной зоны города Александрова, с 1965 года — в составе Александровского района, с 1969 года — в составе Вязьминского сельсовета, с 1975 года — в составе Махринского сельсовета, с 2005 года — в составе Каринского сельского поселения.

## Население
| 1859 | 1905 | 1926 | 2002 | 2010 | 2021 |
| ---- | ---- | ---- | ---- | ---- | ---- |
| 110  | ↗128 | ↘114 | ↘23  | ↗29  | ↗39  |